# Volo Associated Aviation 361
Il volo Associated Aviation 361 era un collegamento charter nazionale operato da Associated Aviation che il 3 ottobre 2013 è precipitato al decollo da Lagos, in Nigeria, uccidendo 16 delle 20 persone a bordo. L'aereo, un Embraer 120 Brasilia biturboelica, stava trasportando la salma del politico nigeriano Olusegun Agagu ad Akure, in Nigeria, per la sepoltura.

## L'aereo
Il velivolo utilizzato per il volo era un Embraer EMB 120 Brasilia, immatricolato 5N-BJY e prodotto nel 1990; al momento dell'incidente aveva 23 anni. Era stato consegnato alla Associated Aviation nel maggio 2007.

## L'incidente
L'aereo stava trasportando la salma dell'ex governatore dello Stato di Ondo Olusegun Agagu da Lagos ad Akure per la sepoltura. Decollò dalla pista 18L dell'aeroporto Murtala Mohammed alle 09:32 circa ora locale (08:32 UTC). L'equipaggio ricevette avvisi dal sistema di segnalazione acustica del velivolo durante la rullata di decollo e non effettuò le chiamate "V1" e "rotazione"; il velivolo ha quindi faticato a guadagnare quota subito dopo il decollo. Meno di un minuto dopo, il velivolo impattò con il terreno in assetto di picchiata e con un angolo di inclinazione vicino ai 90 gradi.
I resoconti differiscono, ma secondo il manifesto di carico il volo aveva 13 passeggeri e sette membri dell'equipaggio; quattro passeggeri e due membri dell'equipaggio sopravvissero all'incidente, ma uno dei passeggeri morì poi in ospedale. Tra le vittime vi erano parenti di Olusegun Agagu e funzionari del governo dello Stato di Ondo. Un'elaborata cerimonia di sepoltura prevista per Agagu è stata rinviata a causa dell'incidente.

## Le indagini
L'Accident Investigation Bureau (AIB) della Nigeria, responsabile delle indagini sugli incidenti aerei, ha aperto un'indagine sul disastro. L'11 ottobre 2013, l'AIB ha pubblicato un rapporto preliminare che suggeriva che l'incidente poteva essere stato causato da una configurazione impropria dei flap al decollo. Il rapporto rivela inoltre che il motore n.1 sembrava funzionare normalmente, mentre il motore n. 2 produceva una spinta significativamente inferiore.
Un'analisi dell'AIB nigeriano mostrava che entrambi i motori erano in funzione, ma, dopo l'avvio, la coppia di sinistra era fissa al 76% invece del valore normale del 22%. L'equipaggio cercò di risolvere il problema con un test di controllo elettronico del motore, ma senza risultati. A quel punto, l'equipaggio dovette spegnere i motori, ma continuò senza fare riferimento alla Lista degli Equipaggiamenti Minimi, e senza un indicatore di coppia operativo, il volo non doveva essere continuato. Durante la fase di rullaggio i piloti sospettavano che il problema all'indicatore di coppia fosse causato dall'EEC e decisero di utilizzare un indicatore di temperatura del motore per risolvere il problema, ma questa procedura non compare sul manuale di volo.
Il 18 aprile 2018, il Nigerian Accident Investigation Bureau (AIB) pubblicò il rapporto finale in cui si affermava che la probabile causa è stata la decisione dell'equipaggio di continuare il decollo nonostante l'indicazione di un numero di giri anomalo dell'elica n°2, uno stallo a bassa quota all'inizio della rullata di decollo causato dalla bassa spinta del motore n°2, causato da un malfunzionamento non determinato dell'unità di controllo dell'elica.